# Sartilly-Baie-Bocage
Sartilly-Baie-Bocage [saʁtiji bɛ bɔkaʒ] est une commune française située au sud du département de la Manche en région Normandie, peuplée de 2 843 habitants. Elle est créée le 1er janvier 2016 par la fusion de cinq communes, sous le régime juridique des communes nouvelles. Les communes d'Angey, Champcey, Montviron, La Rochelle-Normande et Sartilly deviennent des communes déléguées.

## Géographie
| Saint-Pierre-Langers                               | La Lucerne-d'Outremer | Le Grippon     |
| Jullouville (comm. dél. de Saint-Michel-des-Loups) | Sartilly-Baie-Bocage  | Lolif          |
| Dragey-Ronthon (comm. dél. de Ronthon et Dragey)   | Bacilly               | Lolif, Bacilly |

### Hydrographie
La commune est située dans le bassin Seine-Normandie. Elle est drainée par la Lerre, l'Allemagne, le Ru du Moulin, le ruisseau Chantereine, le cours d'eau 01 de la commune de Sartilly, le cours d'eau 01 de la Louainterie, le cours d'eau 01 des Jardinets, le cours d'eau 02 du Creux, le cours d'eau 14 des Vallées, le fossé 01 de la Botterie, le fossé 01 de la Bouquerie, le fossé 01 de la commune de Bacilly, le fossé 01 de la commune de Jullouville, le fossé 01 de la Rochelle Normande, le fossé 01 du Fondray, le ruisseau de Claquerel, le ruisseau de la Vesquerie, le ruisseau de Mizouard, le ruisseau du Vieux Frevrier et divers autres petits cours d'eau,.
La Lerre, d'une longueur de 18 km, prend sa source dans la commune du Grippon et se jette  dans la baie du Mont-Saint-Michel à Genêts, après avoir traversé quatre communes. 

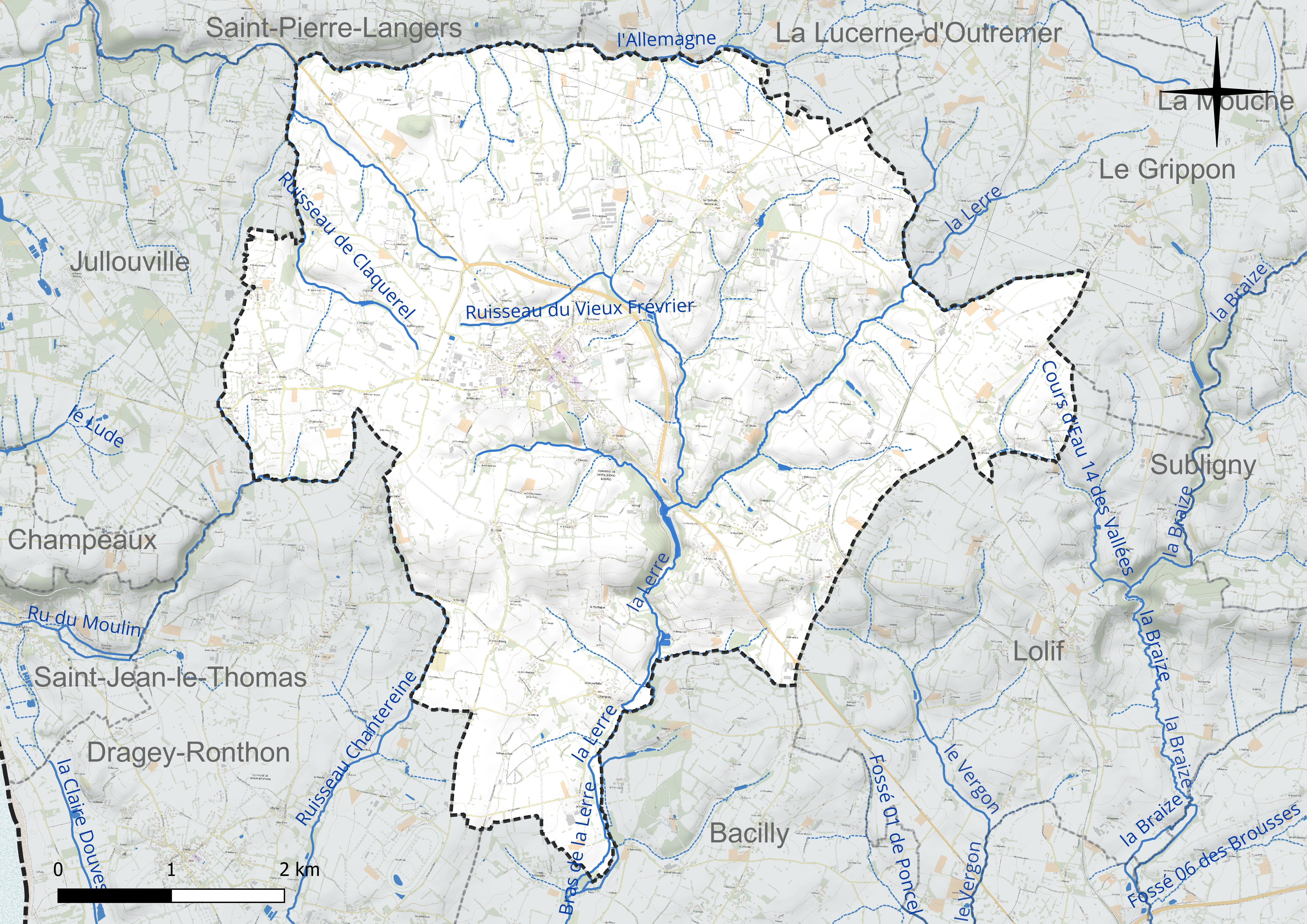
Réseau hydrographique de Sartilly-Baie-Bocage.

### Climat
Pour des articles plus généraux, voir Climat de la Normandie et Climat de la Manche.
En 2010, le climat de la commune est de type climat océanique franc, selon une étude du CNRS s'appuyant sur une série de données couvrant la période 1971-2000. En 2020, Météo-France publie une typologie des climats de la France métropolitaine dans laquelle la commune est exposée à un climat océanique et est dans la région climatique  Bretagne orientale et méridionale, Pays nantais, Vendée, caractérisée par une faible pluviométrie en été et une bonne insolation. Parallèlement le GIEC normand, un groupe régional d’experts sur le climat, différencie quant à lui, dans une étude de 2020, trois grands types de climats pour la région Normandie, nuancés à une échelle plus fine par les facteurs géographiques locaux. La commune est, selon ce zonage, exposée à un « climat maritime », correspondant au Cotentin et à l'ouest du département de la Manche, frais, humide et pluvieux, où les contrastes pluviométrique et thermique sont parfois très prononcés en quelques kilomètres quand le relief est marqué.
Pour la période 1971-2000, la température annuelle moyenne est de 10,7 °C, avec une amplitude thermique annuelle de 12 °C. Le cumul annuel moyen de précipitations est de 956 mm, avec 14,1 jours de précipitations en janvier et 8,7 jours en juillet. Pour la période 1991-2020, la température moyenne annuelle observée sur la station météorologique la plus proche, située sur la commune de Longueville à 13 km à vol d'oiseau, est de 11,9 °C et le cumul annuel moyen de précipitations est de 802,4 mm,. Pour l'avenir, les paramètres climatiques de la commune estimés pour 2050 selon différents scénarios d’émission de gaz à effet de serre sont consultables sur un site dédié publié par Météo-France en novembre 2022.

## Urbanisme

### Typologie
Au 1er janvier 2024, Sartilly-Baie-Bocage est catégorisée commune rurale à habitat dispersé, selon la nouvelle grille communale de densité à sept niveaux définie par l'Insee en 2022.
Elle est située hors unité urbaine. Par ailleurs la commune fait partie de l'aire d'attraction de Granville, dont elle est une commune de la couronne,. Cette aire, qui regroupe 34 communes, est catégorisée dans les aires de moins de 50 000 habitants,.

## Toponymie
Le toponyme Sartilly-Baie-Bocage est officiellement créé le 1er janvier 2016 au moment de la création de la commune.
Le nom est composé du toponyme de l'ancien chef-lieu de canton avec les suffixes Baie et Bocage, ce dernier étant déjà été utilisé pour Tessy-Bocage, Mortain-Bocage ou Tinchebray-Bocage lorsque la commune nouvelle s'est créée (on trouve dans la Manche d'autres anciens toponymes Hautteville-Bocage, Teurthéville-Bocage, Reigneville-Bocage, Yvetot-Bocage).
Bien que non littorale, les conseillers ont toutefois tenu à inclure la baie, en référence à la baie du mont Saint-Michel.

## Histoire

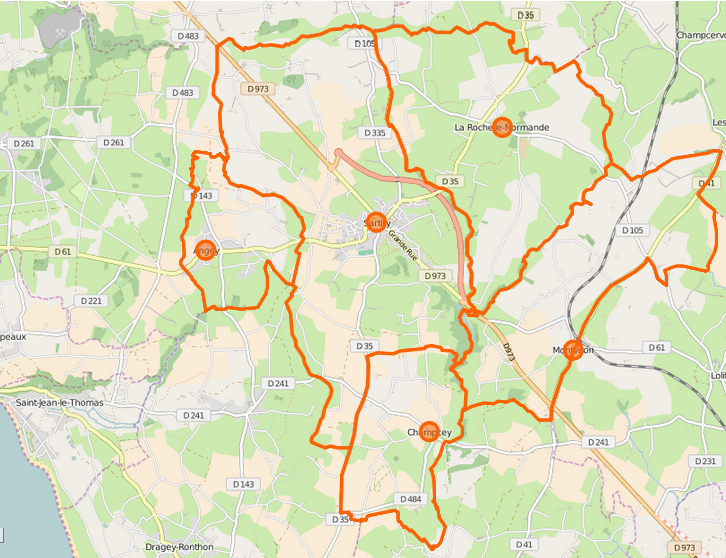
Les cinq communes déléguées.

Une première réflexion s'était engagée depuis le printemps 2015 entre sept communes autour de Sartilly. Le 16 novembre, la charte est rédigée entre les communes d'Angey, Bacilly, Champcey, La Rochelle-Normande, Lolif, Montviron et Sartilly, mais le conseil municipal de Bacilly vote contre (8 voix à 6) tout comme celui de Lolif le 23 novembre (8 contre, 2 pour, 2 blanc).
La commune est créée le 1er janvier 2016 par un arrêté préfectoral du 14 décembre 2015, par la fusion de cinq communes, sous le régime juridique des communes nouvelles instauré par la loi no 2010-1563 du 16 décembre 2010 de réforme des collectivités territoriales. Les communes d'Angey, Champcey, Montviron, La Rochelle-Normande et Sartilly deviennent des communes déléguées et Sartilly est le chef-lieu de la commune nouvelle.

## Politique et administration

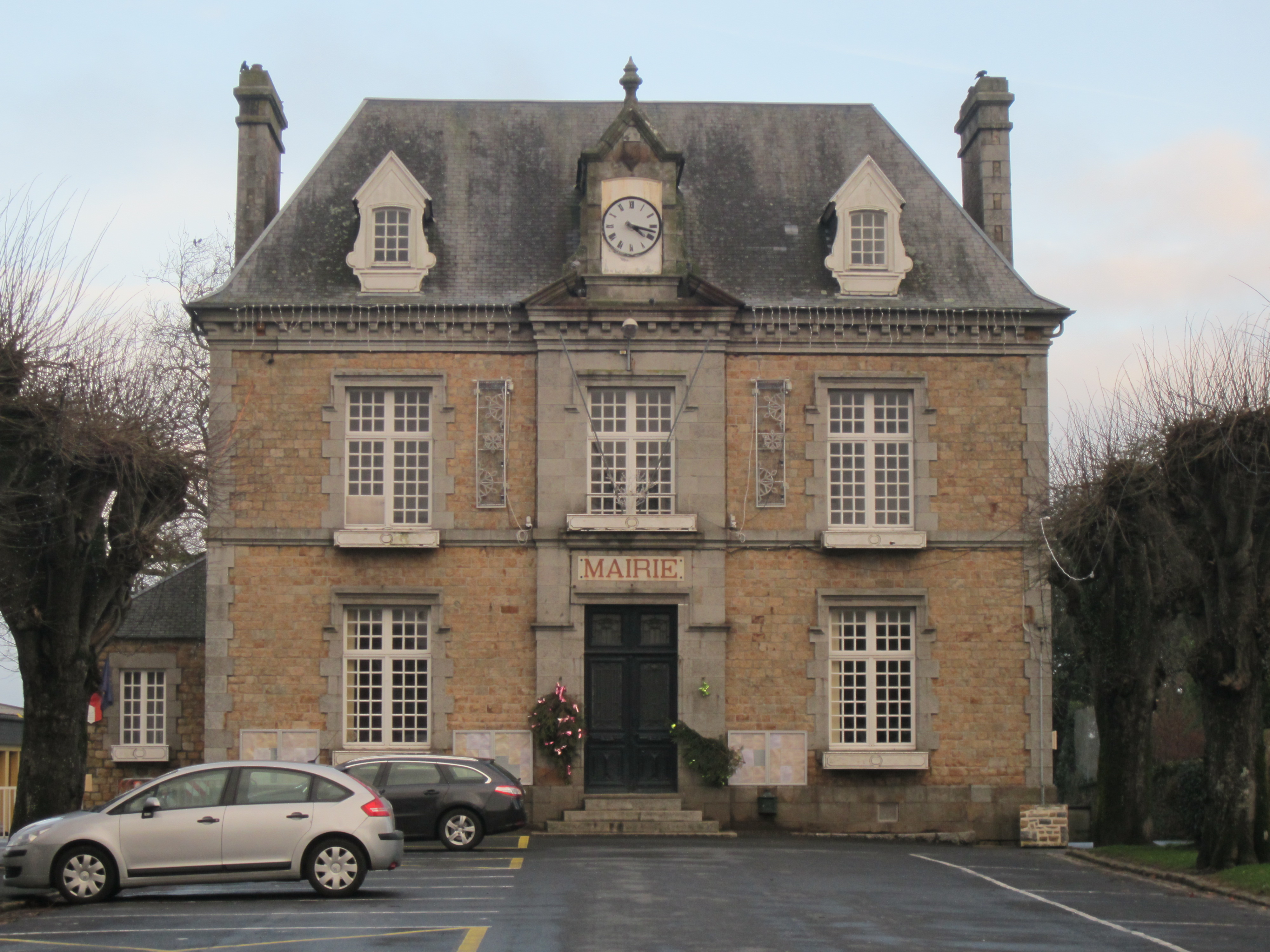
La mairie.

Jusqu'en 2020, le conseil municipal est composé des conseillers municipaux élus en 2014 dans les cinq communes déléguées.
| Période      | Période  | Identité       | Étiquette   | Qualité                                |
| ------------ | -------- | -------------- | ----------- | -------------------------------------- |
| janvier 2016 | En cours | Gaëtan Lambert | SE puis HOR | Technicien, maire délégué de Montviron |

### Communes déléguées
| Nom                  | Code Insee | Intercommunalité              | Superficie (km2) | Population (dernière pop. légale) | Densité (hab./km2) |
| -------------------- | ---------- | ----------------------------- | ---------------- | --------------------------------- | ------------------ |
| Sartilly (siège)     | 50565      | CC d'Avranches-Mont St Michel | 11,53            | 1 616 (2021)                      | 140                |
| Angey                | 50009      | CC d'Avranches-Mont St Michel | 2,47             | 288 (2021)                        | 117                |
| Champcey             | 50116      | CC d'Avranches-Mont St Michel | 3,24             | 236 (2021)                        | 73                 |
| Montviron            | 50355      | CC d'Avranches-Mont St Michel | 5,91             | 343 (2021)                        | 58                 |
| La Rochelle-Normande | 50434      | CC d'Avranches-Mont St Michel | 7,53             | 352 (2022)                        | 47                 |

### Circonscriptions électorales
À la suite du décret du 5 mars 2020, la commune est entièrement rattachée au canton d'Avranches.

## Démographie
L'évolution du nombre d'habitants est connue à travers les recensements de la population effectués dans la commune depuis sa création.

En 2022, la commune comptait 2 843 habitants, en évolution de +1,25 % par rapport à 2016 (Manche : −0,31 %, France hors Mayotte : +2,11 %).
| 2014  | 2019  | 2022  |
| ----- | ----- | ----- |
| 2 763 | 2 815 | 2 843 |

## Culture locale et patrimoine

### Patrimoine religieux
- Le portail roman de l'église Saint-Pair de Sartilly (XIIe siècle) est le seul élément subsistant de l’église romane détruite en 1858 en raison de son mauvais état[40]. Le reste de l'église date du XIXe siècle (la reconstruction fut achevée en 1902)[41]. Cette église comme les suivantes dépendent de la paroisse Saint-Auguste-Chapdeleine du doyenné du Pays de Granville-Villedieu[42].
- Église Saint-Samson d'Angey. Elle daterait du XIIe siècle mais aurait été rénovée au XIXe[43].Ses fonts baptismaux sont classés à titre d'objet aux Monuments historiques[44].
- Église Notre-Dame de Champcey, dont le chœur date du XIIe siècle. Elle abrite deux bustes-reliquaires de saint Gaud et de saint Marcouf classés à titre d'objets aux Monuments historiques[45].
- Église Notre-Dame de Montviron du XVIe siècle. Elle abrite huit œuvres classées à titre d'objets aux Monuments historiques (stalles, chaire, maitre-autel, statues)[46].
- Église Notre-Dame de La Rochelle-Normande (XVIe/XVIIIe).

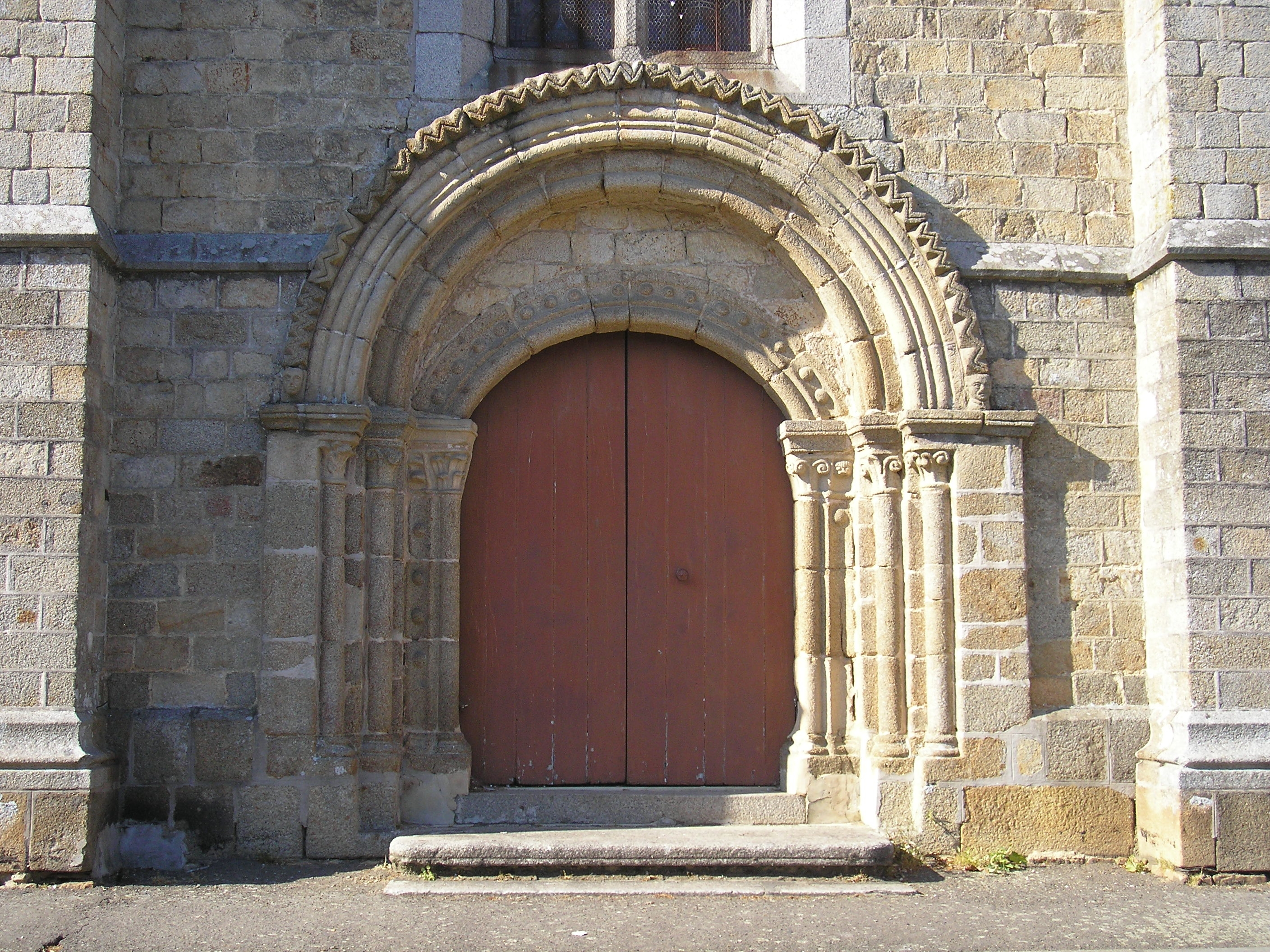
Le portail roman de l'église Saint-Pair.
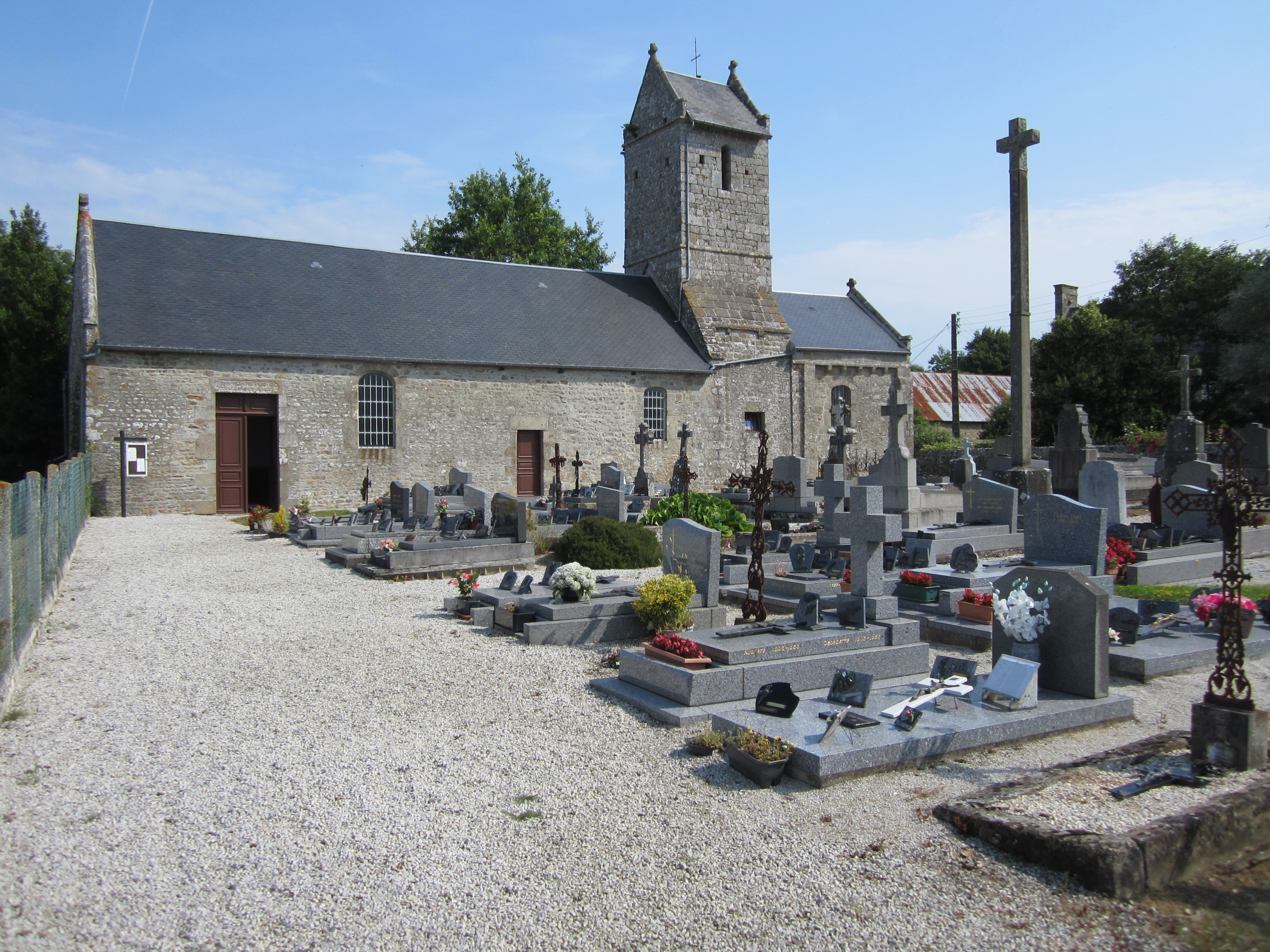
L'église Saint-Samson.
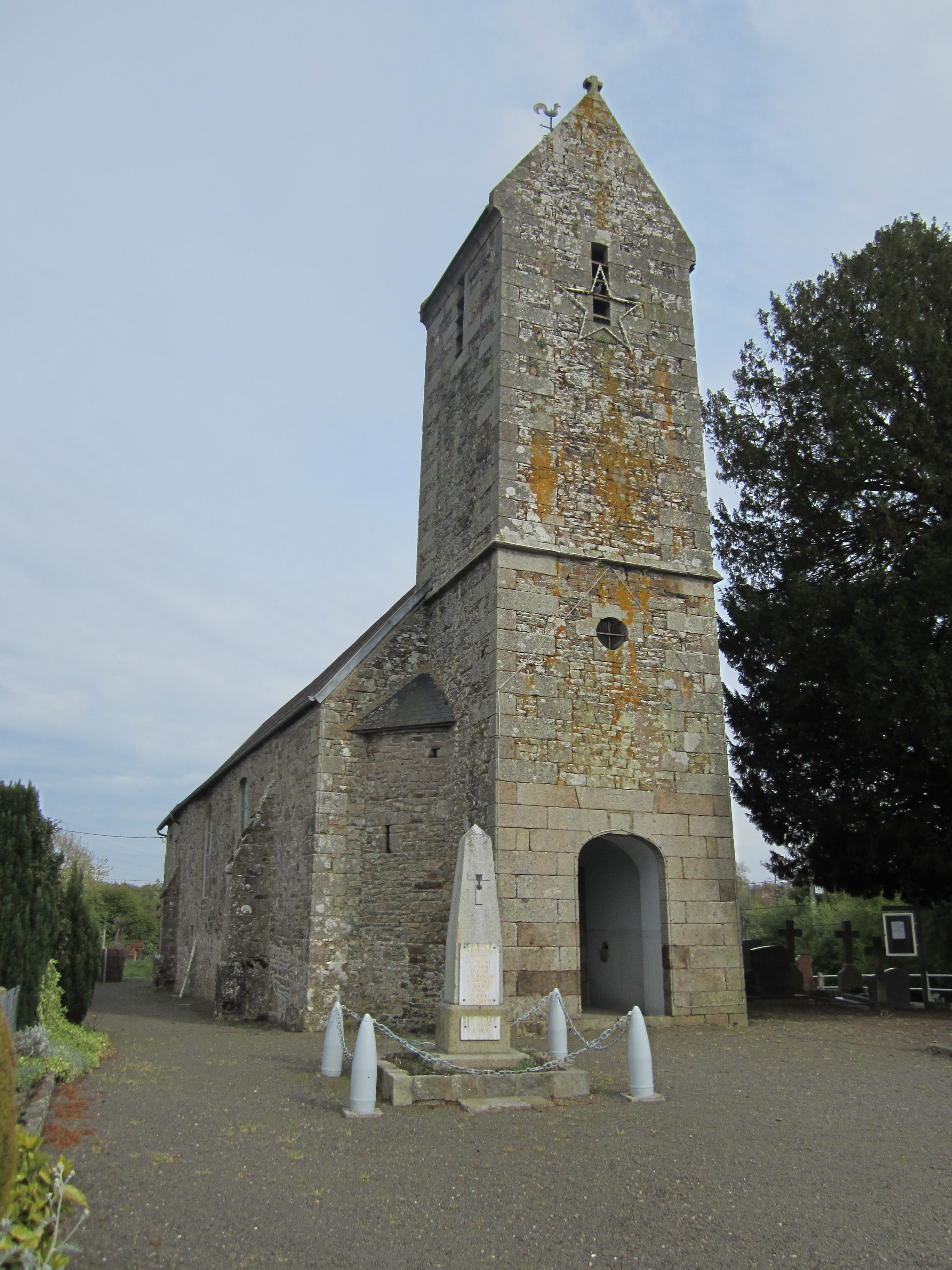
L'église Notre-Dame de Champcey.
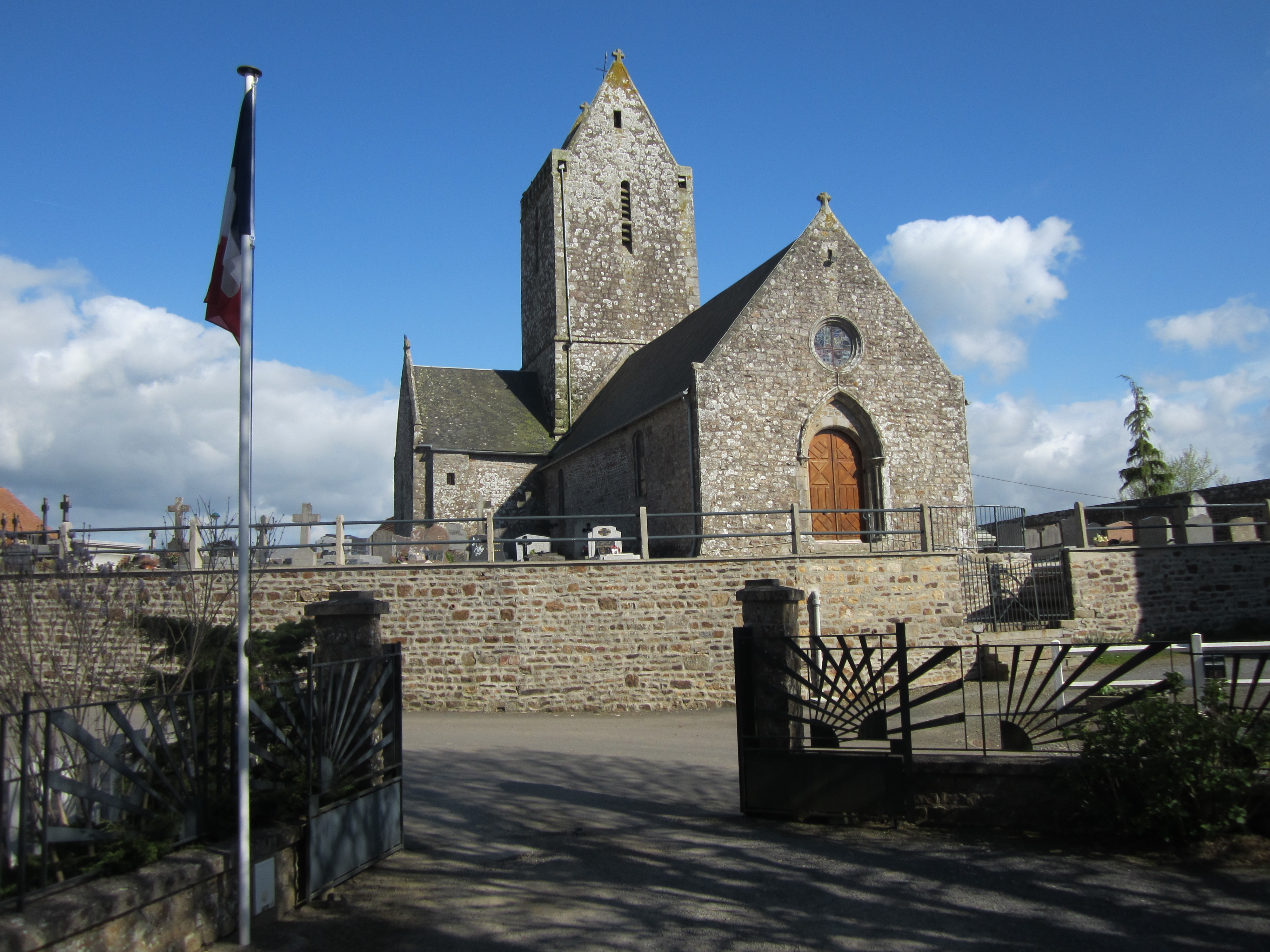
L'église Notre-Dame de Montviron.
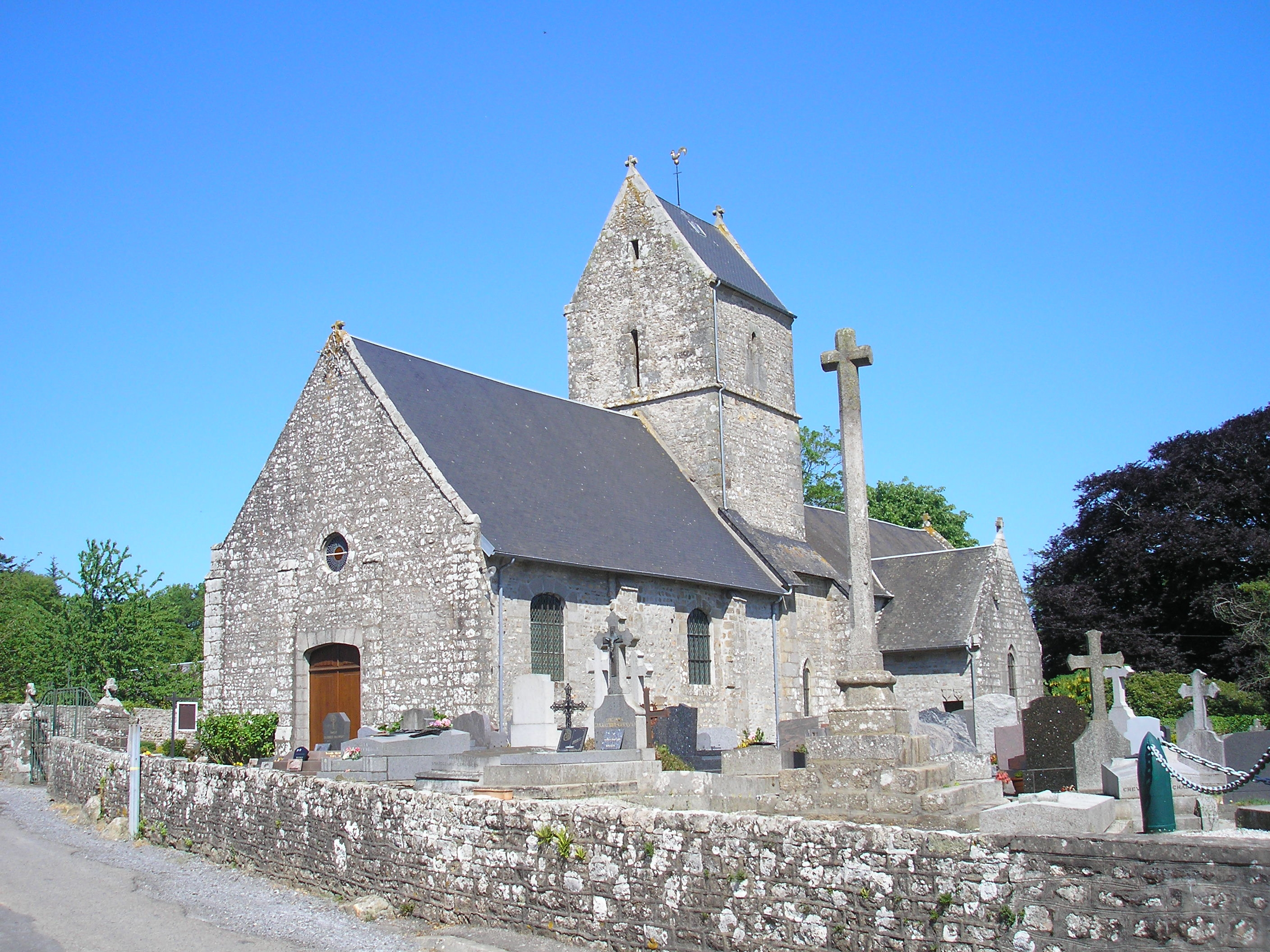
L'église Notre-Dame de La Rochelle-Normande.

### Patrimoine civil

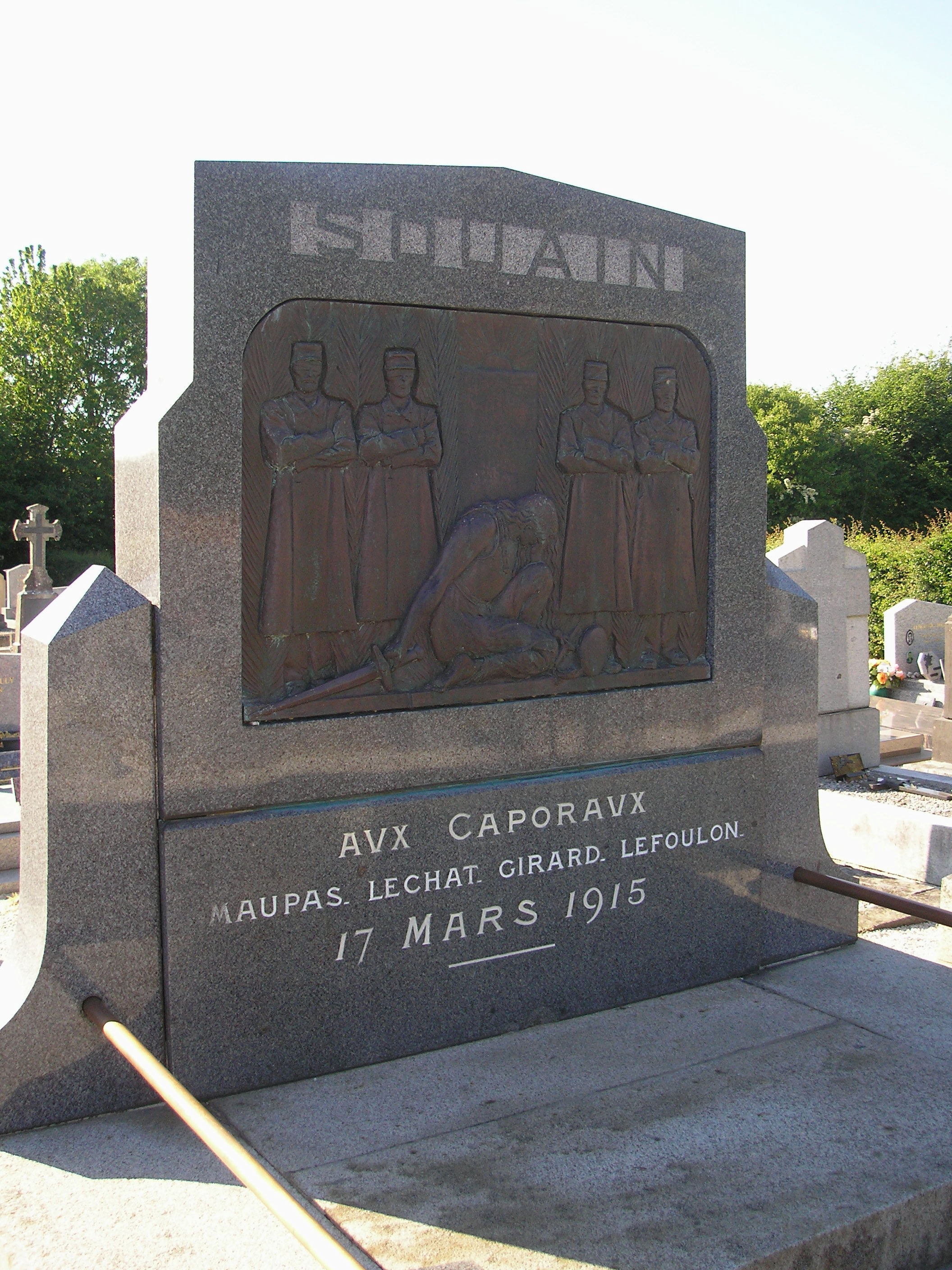
Monument commémoratif des caporaux de Souain.

- À l'intérieur du cimetière de Sartilly où fut ré-inhumé Théophile Maupas, un monument a été érigé en 1925 à la mémoire des caporaux de Souain, fusillés pour l'exemple en 1915.
- Manoir de Bréquigny (XVIIe siècle) inscrit  aux Monuments historiques depuis le 1er décembre 1980[47].
- Château de Montviron.
- Gare de Montviron.
- Château de La Rochelle-Normande.